# Solinus cyrenaicus
Solinus cyrenaicus är en spindeldjursart som först beskrevs av Beier 1929.  Solinus cyrenaicus ingår i släktet Solinus och familjen Garypinidae. Inga underarter finns listade i Catalogue of Life.